# 585
| [ Edytuj tabelę ]          |                                          |
| Król Bernicji              | - 579 Frithuwald 585 - 585 Hussa 592     |
| Cesarz Bizancjum           | - 582 Maurycjusz 602                     |
| Cesarz Chin                | - 581 Sui Wendi 604                      |
| Król Essexu                | - 527 Aescwine 587                       |
| Król Franków               | - 561 Guntram I 592 - 584 Chlotar II 629 |
| Król Franków w Austrazji   | - 570 Childebert II 595                  |
| Cesarz Japonii             | - 572 Bidatsu 585 - 585 Yōmei 587        |
| Król Kentu                 | - 560 Ethelbert I 616                    |
| Patriarcha Konstantynopola | - 582 Jan IV Postnik 595                 |
| Władca Korei               | - 559 P’yŏngwŏn 590                      |
| Król Longobardów           | - 584 Autaris 590                        |
| Papież                     | - 579 Pelagiusz II 590                   |
| Król Persji                | - 579 Hormizd IV 590                     |
| Król Wessexu               | - 560 Ceawlin 592                        |
| Król Wizygotów             | - 568 Leowigild 586                      |

Rok 585 / DLXXXV
stulecia: V wiek ~
VI wiek ~
VII wiek

lata: 575 «
580 «
581 «
582 «
583 «
584 «
585
» 586
» 587
» 588
» 589
» 590
» 595

## Urodzili się
- Edwin - Król Nortumbii w latach 616-632, męczennik, święty kościoła katolickiego i anglikańskiego (zm. 632)

## Zmarli
- 14 września - Bidatsu, cesarz Japonii w latach 572-585
- Frithuwald - król Bernicji w latach 579-585
- Gundobald - prawdopodobnie nieślubny syn Chlotara I